# 김제남 (1562년)
김제남(金悌男, 1562년~1613년 6월 1일)은 조선의 문신, 외척이다. 자는 공언(恭彦), 본관은 연안(延安)이며 선조의 장인으로, 선조의 계비인 인목대비는 그의 둘째딸이다. 1585년(선조 18년) 사마시에 합격하여 관직에 올랐으며 별시문과에 급제하여 연천 현감을 거쳐 1601년 사간원 정언․헌납․사헌부 지평 등을 지냈다. 1602년 둘째 딸이 선조의 계비인 인목왕후로 간택되자 돈녕부도정으로 특진했다가 보국숭록대부 (領敦寧府事)로 승자되고, 연흥부원군(延興府院君)에 봉군되었다. 이후 정승판서의 후보에 수차례 올랐으나 사양을 했다. 1613년 인목왕후의 아들인 영창대군을 왕으로 추대하려 했다는 혐의로 사약을 받고 세 아들과 함께 사약을 받고 죽었다. 1616년 인목대비가 폐모되면서 부관참시를 당했으나 1623년 인조 반정으로 복권되고 뒤에 의정부영의정에 추증되었다.
김전의 증손자이며 김안로의 종손이다. 시호는 의민공(懿愍公)이다.

## 생애

### 생애 초반
아버지는 부사정(副司正)을 지내고 사후 영의정에 추증된 김오(金祦)이며, 어머니는 권성복(權成福)으로 권상(權常)의 장녀이다. 종조부는 중종 때 좌의정을 지낸 희락당 김안로이고, 증조부는 영의정을 지낸 김전이다. 또한 김전의 아들로 윤원형의 장인인 김안수 또한 그의 종조부였다.
조부 김안도(安道)는 현령(縣令)을 지냈으며 사후 좌찬성에 추증되었다. 그는 3세 무렵에 아버지를 여의고 할머니 강씨(姜氏)에게 양육되었다.

### 관료 생활
1585년(선조 18) 식년과 사마시를 거쳐 1594년 의금부도사(義禁府都事), 공조좌랑을 거쳐 1596년 연천현감(漣川縣監)을 역임하였다. 임진왜란 때는 의병을 모집하여 왜군과 맞서 싸웠으며, 평양성 탈환에 기여하기도 했다.
그 뒤 이조정랑(吏曹正郞)을 거쳐 1597년 별시문과에 병과로 급제한 뒤, 다시 연천현감이 되었다가 병으로 사직을 청했으나 받아들여지지 않았다. 1600년에야 연천현감직을 물러나 고향으로 돌아갔다. 1601년 사간원 정언(司諫院正言), 헌납, 사헌부 지평을 거쳐 이조좌랑(吏曹佐郞)이 되었다.

### 생애 후반
1597년(선조 31년) 이조좌랑으로 있을 때, 그의 둘째딸이 선조의 계비로 간택되면서 특별 승진하여 돈녕부도정에 제수되었다. 얼마 뒤 자헌대부 지중추부사로 승진했다가 그 해 가을에 책례(冊禮)가 이루어지자 품계가 보국숭록대부(輔國崇祿大夫)에 올라 연흥부원군(延興府院君)에 봉해지고 영돈녕부사가 되었다. 이후 승지, 대사간, 참의, 부제학, 도승지, 대사헌, 참판, 제학, 부총관, 훈련대장, 도총관, 지의금부사, 한성부판윤, 대제학, 판서, 좌우참찬, 판의금부사, 좌우찬성, 정승, 영의정의 후보에 여러번 오르기도 했으나 사양을 했다.

### 사사와 부관참시
광해군이 왕위에 오른 후, 1613년 손자 영창대군을 왕위에 올리려 한다는 이이첨 등의 모함으로 서소문(西小門) 밖 자택에서 사약을 받고 죽었다. 그의 아들 셋도 화를 입었고, 부인과 며느리 정씨, 어린 손자 천석(天錫) 등만이 화를 면하여 제주도로 유배되었다. 1618년 폐모론이 대두되어 딸 인목왕후가 폐비되자 그도 이이첨 등의 주도로 부관참시되었으며 부인 노씨에게는 위리안치형이 내려지기도 했다.

### 사후
1623년 인조 반정 직후 관작이 복구되었고, 대광보국숭록대부 의정부영의정에 추증되었다. 유배되었던 부인 노씨, 제주도에 유배되었던 며느리 정씨(鄭氏)와 손자 김천석(金天錫) 등은 극적으로 생존, 한성으로 돌아왔다.
묘소는 경기도 양주군 서산에 안장되었다가 강원도 원주군 지정면 안창리(현 강원도 원주시 지정면 안창리 산67-1 능촌마을)로 이장되었다. 인조는 특명을 내려 묘소 입구 좌측에 김제남의 사당 의민사와 그의 신도비를 세우도록 하였다. 사당은 그 후 두 차례 소실되었고, 현재의 사우는 1964년에 다시 재건하였다. 그의 신도비는 인조 때인 1624년에 세워졌으며, 글은 신흠이 지었다. 현재 원주시 지정면 안창리 산 67-3 흥법사지 근처에 있으며, 신도비는 후일 1984년 6월 2일 강원도 문화재자료 제21호로 지정되었다.

## 가족 관계
| - 조부 : 김안도(金安道) - 정의공주의 아들인 안여달 딸의 외손자 - 조모 : 창녕 성씨(昌寧 成氏) - 성현의 손녀이자 성세통의 딸 - 아버지 : 김오(金祦) - 외조부 : 권상(權常, 1508 ~ 1589) - 외조모 : 문화 류씨 - 류복룡(柳伏龍)의 딸 - 외삼촌 : 권이(權怡, 1532 ~ ?) - 어머니 : 권성복(權成福, 1535 ~ ?) - 외조모 : 여산 송씨 - 송송(宋松)의 딸 - 이모 : 권연근(權連瑾, 1539 ~ ?) | - 부인 : 광산부부인(光山府夫人) 광주 노씨(光州 盧氏, 1557 ~ 1637) - 장남 : 김내(金琜, 1576 ~ 1613) - 김수항의 외조부 - 며느리 : 초계 정씨(草溪 鄭氏, 1575 ~ 1640) - 정묵의 딸 - 손자 : 김천석(金天錫, 1604 ~ 1673) - 손자 : 김군석(金君錫) - 손녀 3명 : 김광찬의 처 · 최극량의 처 · 이후연의 처 - 장녀 : 연안 김씨(延安 金氏, 1581 ~ 1604) - 사위 : 심정세(沈挺世, 1579 ~ 1613) - 서인의 초대 영수 심의겸의 손자로, 구사맹의 외손자이자 인조의 이종 사촌형 - 외손자 : 심진(沈榗, 1602 ~ 1690) - 외손녀 : 백홍일의 처 - 차녀 : 인목왕후(仁穆王后, 1584 ~ 1632) - 사위 : 선조(宣祖, 1552 ~ 1608) - 외손녀 : 정명공주(貞明公主, 1603 ~ 1685) - 외손자 : 영창대군(永昌大君, 1606 ~ 1614) - 차남 : 김규(金珪, 1596 ~ 1613) - 며느리 : 서미생(徐楣生, 1597 ~ 1666) - 달성위 서경주와 선조의 장녀 정신옹주의 딸 - 손자 : 김홍석(金弘錫, 1612 ~ ?) - 3남 : 김선(金瑄, 1599 ~ 1614) |

## 관련 작품

### 드라마
- 《회천문》 (MBC, 1986년~1986년, 배우:홍성민)
- 《서궁》 (KBS, 1995년, 배우:한인수)
- 《왕의 여자》(SBS, 2003년~2004년, 배우:신귀식)
- 《화정》 (MBC, 2015년, 배우 : 박지일)

## 같이 보기
- 계축옥사
- 인목왕후
- 영창대군
- 정명공주
- 허균